# Bekena
Bekena is een geslacht van uitgestorven kreeftachtigen uit de klasse van de Ostracoda (mosselkreeftjes).

## Soorten
- Bekena aksakovaensis Rozhdestvenskaya, 1972 †
- Bekena beckeri Lethiers, 1974 †
- Bekena borealis Zenkova, 1977 †
- Bekena diaphrovalvis Gibson, 1955 †
- Bekena globosa Rozhdestvenskaya, 1972 †
- Bekena homolibera McGill, 1966 †
- Bekena incompta Buschmina, 1979 †
- Bekena ovata Rozhdestvenskaya, 1972 †
- Bekena pecki (Morey, 1935) Sohn, 1960 †
- Bekena plicatula (Polenova, 1952) Sohn, 1960 †
- Bekena prantli (Pokorny, 1951) Sohn, 1960 †
- Bekena regia Rozhdestvenskaya, 1972 †
- Bekena rhenana (Kegel, 1932) Sohn, 1960 †
- Bekena robusta (Kummerow, 1953) Sohn, 1960 †
- Bekena vasta (Polenova, 1952) Sohn, 1960 †
- Bekena ventricostata Shi & Wang, 1987 †